# NGC 7232
NGC 7232 is een balkspiraalstelsel in het sterrenbeeld Kraanvogel. Het hemelobject werd op 6 september 1834 ontdekt door de Britse astronoom John Herschel.

## HD 211111 en HD 211121
Het stelsel NGC 7232 vormt samen met de stelsels NGC 7232B en NGC 7233 een driehoek die dankzij de schijnbaar nabijgelegen voorgrondsterren HD 211111 en HD 211121 een L vorm heeft gekregen. Deze twee voorgrondsterren behoren echter tot het melkwegstelsel en zijn enkel vanaf de Aarde gezien onderdelen van de L vormige groep. Deze groep bevindt zich op een graad ten westen van het contrastrijk gekleurde sterrenkoppel π 1 en π 2 Gruis, waarvan beide sterren schijnbaar vergezeld worden door het sterrenstelsel IC 5201.

## Synoniemen
- ESO 289-7
- AM 2212-460
- PGC 68431